# Yakovlev Yak-100
El Yakovlev Yak-100 (en ruso: Як-100) fue un helicóptero desarrollado por el OKB soviético Yakovlev entre 1947 y 1950.

## Desarrollo
El Yak-100 fue el segundo desarrollo de un aparato de ala rotativa por parte de Yakovlev, y su diseño era radicalmente distinto del empleado en su primer helicóptero, el Yakovlev EG, abandonando el sistema de doble rotor coaxial, empleando en su lugar un rotor principal sobre el fuselaje junto a un rotor antipar en la cola, ambos tripala. Sin embargo, compartía ciertos elementos de diseño, como la propulsión por un motor radial situado dentro del fuselaje en la parte posterior del mismo, acoplado a un ventilador de refrigeración, así como una interesante característica de seguridad, un sistema que en caso de cese de transmisión de fuerza al rotor, automáticamente ajustaba el paso colectivo del mismo a la posición de autorrotación.
La estructura era un entramado de tubos de acero, recubierta por paneles remachados de aleación de aluminio D1. El segmento de cola era semimonocasco, realizado íntegramente en D1. Tanto el aspecto general del aparato, como sus dimensiones y peso compartían unas enormes similitudes con el helicóptero estadounidense Sikorsky S-51, que voló por primera vez cinco años antes que el modelo soviético.
Los problemas de vibración y flameo de las palas del rotor fueron solucionándose a lo largo del programa de pruebas, y un segundo prototipo añadió una serie de mejoras, pero el Yak-100 no llegó a entrar en producción al encontrarse ya en servicio el Mil Mi-1, cancelándose el programa en junio de 1950.

## Especificaciones

### Características generales
- Tripulación: 2-3 (instructor y alumno o piloto y 2 pasajeros, según disposición interna)
- Longitud: 13,91 m
- Diámetro rotor principal: 14,50 m
- Peso vacío: 1 805 kg
- Peso cargado: 2 180 kg
- Planta motriz: 1× motor radial de 7 cilindros Ivchenko AI-26GRFL.
  - Potencia: 429 kW (575 HP; 583 CV)

### Rendimiento
- Velocidad máxima operativa (Vno): 170 km/h (106 MPH; 92 kt)
- Alcance: 325 km (175 nmi; 202 mi)
- Radio de acción: km
- Alcance en combate: km
- Alcance en ferry: km
- Techo de vuelo: 5 250 m (2 720 m en vuelo estático)